# Uelfe III
Uelfe III ist eine Ortschaft in Radevormwald im Oberbergischen Kreis im nordrhein-westfälischen Regierungsbezirk Köln in Deutschland.

## Lage und Beschreibung
Der Ort liegt im Nordosten des Stadtgebietes im Tal des Uelfebaches an der nach Wellringrade verlaufenden Kreisstraße 9. Nahe der Ortschaft münden der Brüser Siefen, der Mermbach und die Knefelskamper Bäche in die Uelfe. Nachbarorte sind Radevormwald, Uelfe IV, Wellringrade, Uelfe II, und Mermbach.
Politisch wird die Hofschaft durch den Direktkandidaten des Wahlbezirks 172 im Rat der Stadt Radevormwald vertreten.

## Geschichte
1484 wird der Ort Uelfe erstmals erwähnt. Ein „Clais in Olve“ wird in einer Darlehensliste für Herzog Wilhelm III von Berg geführt. In der Karte Topographische Aufnahme der Rheinlande von 1825 lautet die Ortsbezeichnung „Schultenuelfe“. In der Preußischen Uraufnahme von 1840 bis 1843 ist der Ort unter „Schüttenülfe“ aufgeführt. Erst die historische topografische Karte von 1892 bis 1894 (Preußische Neuaufnahme) nennt die heute gebräuchliche Ortsbezeichnung „Uelfe III“.

## Wanderwege
Folgender Wanderweg führt durch den Ort:
- Der Ortsrundwanderweg A3